# 奧克代爾 (密蘇里州)
奧克代爾（英語：Oakdale）是位於美國密蘇里州謝爾比縣的非建制地區。

## 歷史
奧克代爾的郵局於1878年設立，其後於1905年停運。

## 地理
奧克代爾所處的海拔為高於海平面219米（即719英呎），而該地所採用的時區為UTC-6，即北美中部時區（CST）。同時該地設有夏令時間，為UTC-6調快一小時，即UTC-5（CDT）。